# Carey Loftin
William Carey Loftin (Blountstown, 31 gennaio 1914 – Huntington Beach, 4 marzo 1997) è stato un attore e stuntman statunitense.

## Biografia
Carey Loftin nacque a Blountstown in Florida nel 1914. Iniziò la sua carriera facendo acrobazie in molti spettacoli e fece il suo debutto nel 1930 al cinema. Viene ricordato per la sua capacità di guidare alla perfezione. Nel corso della sua carriera, Loftin lavorò anche con registi famosi come Billy Wilder, Stanley Kramer, Stanley Kubrick, Clint Eastwood e Hal Needham.
È principalmente noto per la sua collaborazione nel film tv Duel (1971), diretto da Steven Spielberg, nel quale interpretò l'autista psicopatico dell'autocisterna protagonista, che tenta ripetutamente di uccidere il guidatore di un'auto, e il cui volto resta inosservabile al pubblico.
Morì il 4 marzo 1997 a Huntington Beach, all'età di 83 anni, per cause naturali.

## Filmografia parziale

### Attore

#### Cinema
- Giungla d'acciaio (The Steel Jungle), regia di Walter Doniger (1956)
- La rapina (The Rebel Set), regia di Gene Fowler Jr. (1959)
- Patton, generale d'acciaio (Patton), regia di Franklin J. Schaffner (1970)
- Duel, regia di Steven Spielberg (1971)
- Un duro per la legge (Walking Tall), regia di Phil Karlson (1973)
- Herbie al rally di Montecarlo (Herbie Goes to  Monte Carlo), regia di Vincent McEveety (1977)
- Per piacere... non salvarmi più la vita (City Heat), regia di Richard Benjamin (1984)

#### Televisione
- Yancy Derringer – serie TV, episodio 1x19 (1959)
- Peter Gunn – serie TV, episodio 2x35 (1960)